# 사이궁반도

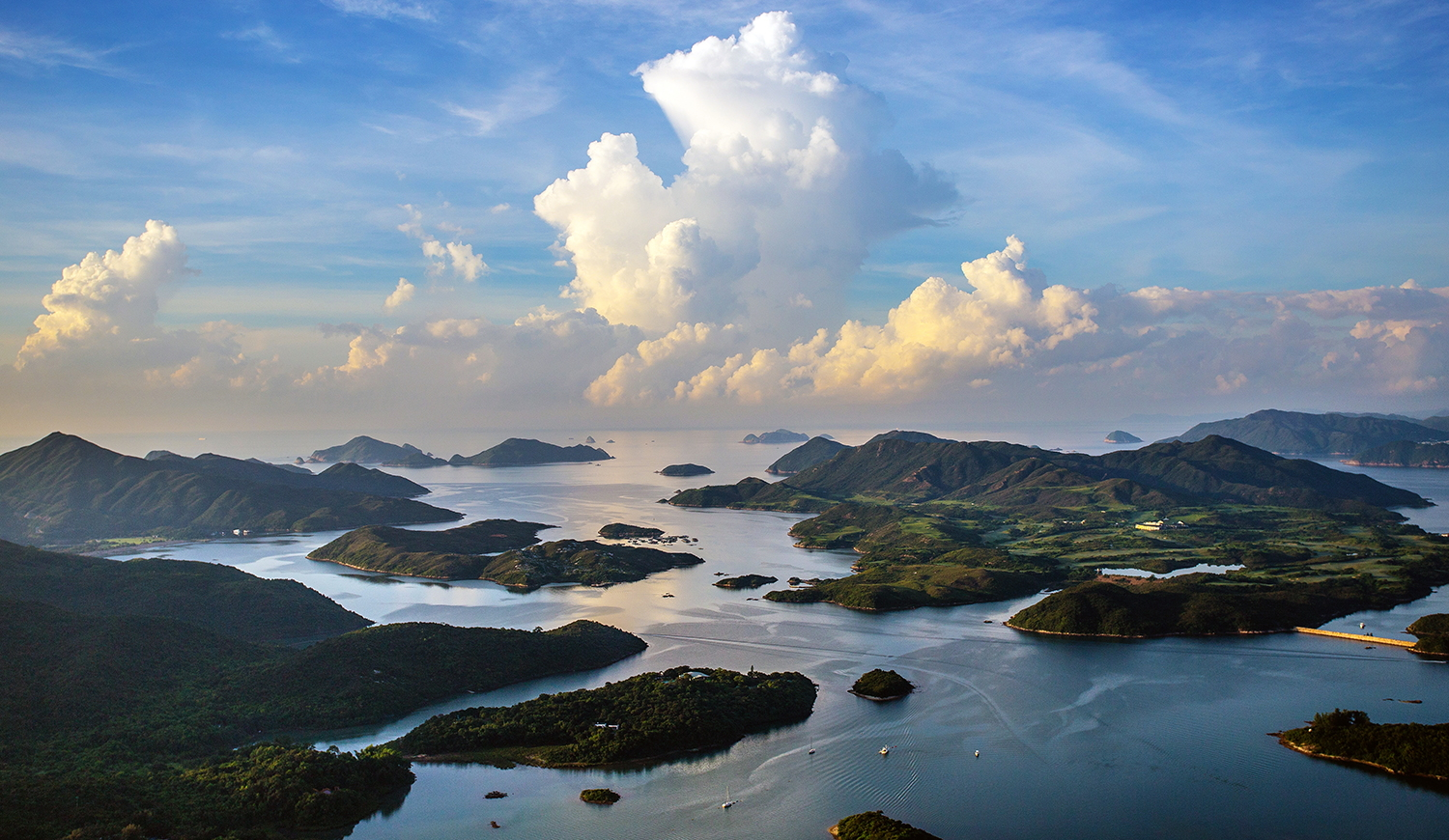
사이궁반도

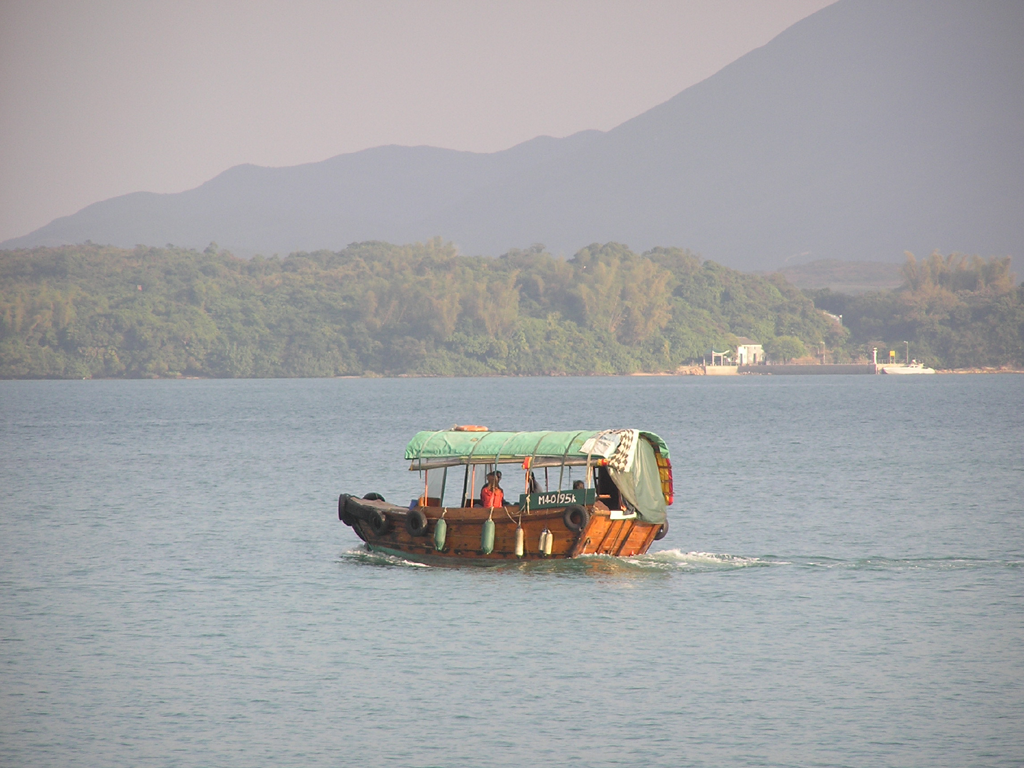
카이토(街渡) 선박은 사이궁반도와 인근 섬들을 잇는 중요한 교통수단이다.

사이궁반도(西貢半島, sai1 gung3 bun3 dou2)는 홍콩 신계 동쪽 맨 끝에 있는 반도로 해당 반도 남쪽에 있는 사이궁시에서 따온 이름이다. 반도 남부는 사이궁구, 북부는 다이보구, 북서부는 사틴구 관할이다.
사이궁반도는 도시화되지 않은 지역이고 대부분 지역 공원 지역이다. 호이하완의 해양생태계는 법으로 보호되고 있고 사이궁반도는 또한 하이킹 인기 장소다. 사이궁반도에는 해안가를 따라 수상스포츠 장소들이 있는데 여기에는 스노클링, 수영 등이 포함된다. 더불어 호이하완은 홍콩에서 가장 쉽게 접근할 수 있는 산호 다이빙 장소들 중 한 곳인데 다이빙 훈련과 초보 다이버들에게 적합하다.
과거에 어촌이었던 사이궁시는 지역 주민들과 여행객들을 아울러 해산물 애호인들이 많이 찾는다. 방문객들은 사이궁시의 지역시장 중심지 주변에서 산책하거나 마조를 숭배하는 사원을 방문할 수 있다.

## 역사
14세기부터 어업인들이 사이궁반도의 안전하고 작은 만에서 보트 위에서 살았다. 이들은 후에 소규모 어촌을 조성하고 마조 사원을 세웠다. 어업 외에 소규모로 소금 제조나 조선업도 있었다. 농업도 이후에 이뤄졌고 몇몇 농촌은 1660년에 이미 존재했다. 홍콩이 개항한 19세기 중반부터 경제성장이 시작했는데 특히 초기에 홍콩에 공급하기 위한 석회 제조, 벽돌, 타일 산업이 번성했다. 1971~1979년에 하이 아일랜드 저수지가 조성됐다.

## 지질
사이궁반도와 해안가 인근 섬들은 거의 화산 물질로 이뤄져 있다.